# Paratrema
Paratrema is een geslacht van zee-egels uit de familie Temnopleuridae.

## Soorten
- Paratrema doederleini (Mortensen, 1904)